# HSL 3
| HSL 3 bei Walhorn |                      |                                                                               |                                                                               |
| Lage und Verlauf der HSL 3 |                      |                                                                               |                                                                               |
| Streckenlänge: | 36 km                |                                                                               |                                                                               |
| Spurweite: | 1435 mm (Normalspur) |                                                                               |                                                                               |
| Stromsystem: | 25 kV 50 Hz ~        |                                                                               |                                                                               |
| Streckengeschwindigkeit: | 260 km/h             |                                                                               |                                                                               |
| Zweigleisigkeit: | durchgehend          |                                                                               |                                                                               |
| |                      |                                                                               |                                                                               |
| \| \| \| von Aachen \| \| \| \| \| Hergenrath \| \| \| \| \| Göhl, Hammerbrücke (220 m) \| \| \| \| \| \| \| \| \| 36,1 \| Hammerbrücke nach Liège (Altstrecke) (s. u.), Abzweigstelle, Beginn der HSL 3 \| Hammerbrücke nach Liège (Altstrecke) (s. u.), Abzweigstelle, Beginn der HSL 3 \| \| \| \| \| \| \| \| \| Eisenbahnbrücke Hauset \| \| \| \| \| Tunnel von Walhorn (1000 m) \| \| \| \| \| Welkenraedt–Raeren \| \| \| \| \| Ruyfftalbrücke (264 m), Liège–Aachen (Altstrecke) \| \| \| \| \| \| \| \| \| \| Viadukt Battice (1232 m) \| \| \| \| \| Talbrücke Herve (505 m) \| \| \| \| \| Talbrücke José (421 m) \| \| \| \| \| Tunnel Voie des Maçon (577 m) \| \| \| \| \| Tunnel von Soumagne (6505 m) \| \| \| \| \| Weser (Vesdre) \| \| \| \| \| von Hergenrath (Altstrecke) \| \| \| \| 0 \| Chênée \| Chênée \| \| \| \| nach Liège \| \| \| \| \| \| \| \| Quellen: [1] \| \| \| \| |                      |                                                                               |                                                                               |
| Strecke |                      | von Aachen                                                                    | von Aachen                                                                    |
| Haltepunkt / Haltestelle |                      | Hergenrath                                                                    | Hergenrath                                                                    |
| Brücke über Wasserlauf |                      | Göhl, Hammerbrücke (220 m)                                                    | Göhl, Hammerbrücke (220 m)                                                    |
| |                      |                                                                               |                                                                               |
| Abzweig geradeaus und nach rechts | 36,1                 | Hammerbrücke nach Liège (Altstrecke) (s. u.), Abzweigstelle, Beginn der HSL 3 | Hammerbrücke nach Liège (Altstrecke) (s. u.), Abzweigstelle, Beginn der HSL 3 |
| |                      |                                                                               |                                                                               |
| Brücke |                      | Eisenbahnbrücke Hauset                                                        | Eisenbahnbrücke Hauset                                                        |
| Tunnel |                      | Tunnel von Walhorn (1000 m)                                                   | Tunnel von Walhorn (1000 m)                                                   |
| Kreuzung geradeaus unten |                      | Welkenraedt–Raeren                                                            | Welkenraedt–Raeren                                                            |
| Kreuzung geradeaus oben |                      | Ruyfftalbrücke (264 m), Liège–Aachen (Altstrecke)                             | Ruyfftalbrücke (264 m), Liège–Aachen (Altstrecke)                             |
| Überleitstelle / Spurwechsel |                      |                                                                               |                                                                               |
| Brücke |                      | Viadukt Battice (1232 m)                                                      | Viadukt Battice (1232 m)                                                      |
| Brücke |                      | Talbrücke Herve (505 m)                                                       | Talbrücke Herve (505 m)                                                       |
| Brücke |                      | Talbrücke José (421 m)                                                        | Talbrücke José (421 m)                                                        |
| Tunnel |                      | Tunnel Voie des Maçon (577 m)                                                 | Tunnel Voie des Maçon (577 m)                                                 |
| Tunnel |                      | Tunnel von Soumagne (6505 m)                                                  | Tunnel von Soumagne (6505 m)                                                  |
| Brücke über Wasserlauf |                      | Weser (Vesdre)                                                                | Weser (Vesdre)                                                                |
| Abzweig geradeaus und von links |                      | von Hergenrath (Altstrecke)                                                   | von Hergenrath (Altstrecke)                                                   |
| Bahnhof | 0                    | Chênée                                                                        | Chênée                                                                        |
| Strecke |                      | nach Liège                                                                    | nach Liège                                                                    |
| |                      |                                                                               |                                                                               |
| Quellen: |                      |                                                                               |                                                                               |

Die HSL 3 (niederländisch: Hogesnelheidslijn 3, französisch: LGV 3 bzw. Ligne à grande vitesse 3) ist eine 36,1 km lange belgische Schnellfahrstrecke, die von Chênée bis zur Hammerbrücke (Hergenrath) verläuft. Die Strecke ist Teil der Schnellfahrstrecke Paris–Brüssel–Köln.

## Streckenbeschreibung
Vom Bahnhof Liège-Guillemins bis Chênée nutzen über die Neubaustrecke HSL 3 fahrende Züge auf einer Länge von 4 km zunächst die alte Bahnstrecke Liège–Aachen mit einer Höchstgeschwindigkeit von 140 km/h. Im Bahnhof Chênée beginnt dann die Neubaustrecke und es folgt kurz nach einer Querung der Weser der Tunnel von Soumagne. Dieser topographisch bedingte Tunnel bei Soumagne ist mit 6530 m der längste Eisenbahntunnel Belgiens. Daneben weist die Strecke noch neun weitere Tunnel auf, die zwischen wenigen Dutzend Metern und 1,2 km lang sind.
Zwischen den Ortschaften Soumagne und Herve trifft die Strecke auf die Autobahn A3 (E 40) und verläuft anschließend parallel zu ihr in Verkehrswegebündelung bis Walhorn. Hinter Walhorn endet die Neubaustrecke und geht in eine fünf Kilometer lange und mit 140 km/h befahrbare Ausbaustrecke zur belgisch-deutschen Grenze über. Die alte Strecke nach Aachen wird an der Abzweigstelle Hammerbrücke bei Hauset erreicht. Die HSL 3 ist 36,1 km lang.
Zusammen mit der HSL 1 und HSL 2 bildet die Bahnstrecke die belgische Ost-West-Achse, mit Anschlüssen nach Lille (und London) und Paris. Anders als auf der HSL 2 verkehren Intercity-Züge nicht über sie, sondern nutzen weiterhin die Strecke durch das Wesertal über Verviers und Welkenraedt.
Die zulässige Höchstgeschwindigkeit auf der Neubaustrecke liegt bei 260 km/h, lediglich im zweigleisigen Soumagne-Tunnel ist die Geschwindigkeit der Züge auf 200 km/h beschränkt.
Die Baukosten für die Neubaustrecke betrugen 830 Millionen Euro.

## Betrieb und Geschichte

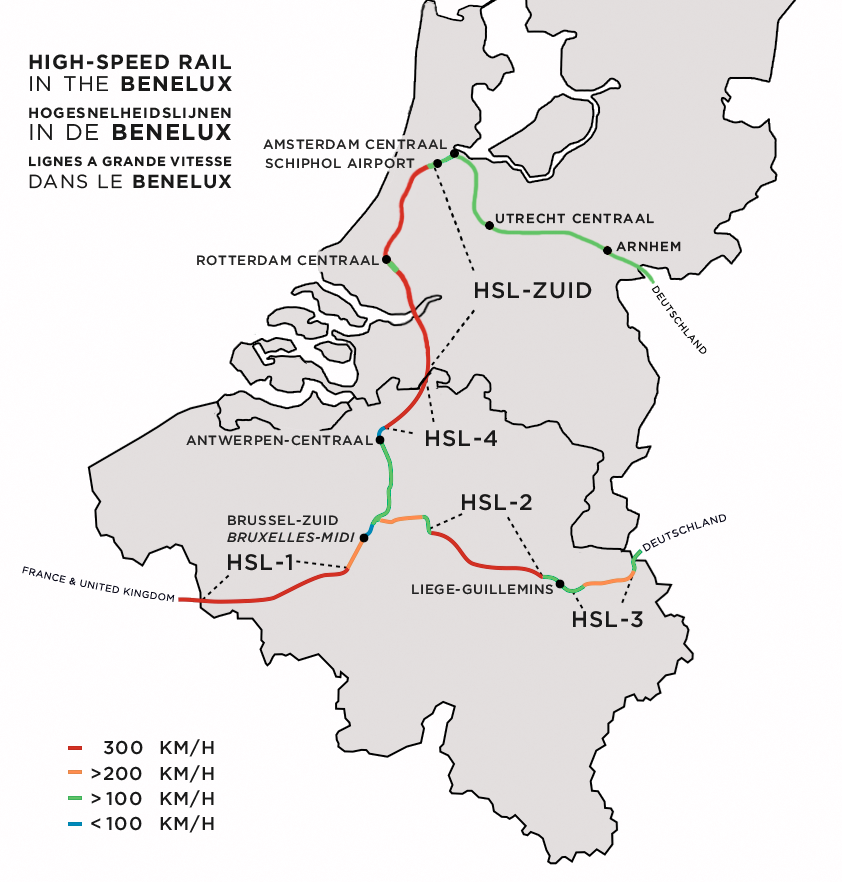
Hochgeschwindigkeitsnetz BeNeLux

Nach einer 1989 getroffenen Vereinbarung der am Projekt PBKA beteiligten Verkehrsminister sollte der Abschnitt Brüssel–Aachen im Jahr 1998 fertiggestellt werden.
Im Herbst 2000 war die Linienführung der Strecke jedoch noch offen. Diskutiert wurde unter anderem eine Strecke entlang der Autobahn sowie eine Durchquerung des Bahnhofs Welkenraedt. Die SNCB wollten bis zum Jahresende für beide Trassen Bauanträge stellen. Anhand der Ergebnisse der Umweltverträglichkeitsprüfungen sollte die Streckenführung anschließend festgelegt werden. Favorisiert wurde dabei die Autobahn-Variante in Verkehrswegebündelung mit der A3.
Anfang 2001 waren die Vermessungsarbeiten abgeschlossen. Der Bau der Strecke begann im gleichen Jahr. Für den Tunnel der Strecke war Mitte 2002 noch eine Länge von 6,2 km geplant; mit der Inbetriebnahme der Neubaustrecke wurde für 2005 gerechnet.
Die Strecke wurde bautechnisch zum 15. Dezember 2007 fertiggestellt. Da die ICE- und Eurostar (ex-Thalys)-Züge zu diesem Zeitpunkt noch nicht mit der auf der Strecke installierten ETCS-Level-2-Sicherungstechnik ausgerüstet waren, verzögerte sich die kommerzielle Inbetriebnahme.
Erst seit Juni 2009 benutzen die ICE-Züge die Strecke, die Fahrtzeit zwischen Aachen und Lüttich beträgt seitdem nur noch 21 Minuten statt zuvor 47 Minuten, zwischen Köln und Brüssel 1 Stunde und 43 Minuten. Der Thalys befährt die Strecke seit dem Fahrplanwechsel am 13. Dezember 2009; die Fahrzeit zwischen Köln und Paris hat sich hierdurch auf etwa 3 Stunden und 13 Minuten verkürzt. Die Spitzengeschwindigkeit liegt bei 250 km/h.
In Zusammenhang mit dem Streckenbau ist der Lütticher Bahnhof Liège-Guillemins nach Entwürfen des spanischen Architekten Santiago Calatrava umgebaut worden.

## Technik
Die Strecke ist durchgängig mit einem Schotteroberbau mit Monobloc-Betonschwellen und UIC-60-Schienen ausgerüstet.
Die Strecke ist in Blockabschnitte mit einer weitgehend konstanten Länge von rund 1,6 km eingeteilt. Zur Zugbeeinflussung wird ETCS (zunächst SRS 2.2.2 mit zusätzlichen Änderungen aus Subset 108) verwendet. Der Betrieb mit bis zu 260 km/h erfolgt unter ETCS Level 2, als Rückfallebene – für Geschwindigkeiten bis 160 km/h – wird ETCS Level 1 mit reduzierter Blockteilung genutzt. Die Blockkennzeichen der Strecke sind teilweise mit einem Licht-Ersatzsignal ausgerüstet. Die Mindestzugfolgezeiten betragen 3 Minuten unter ETCS Level 2 bzw. 6 Minuten unter ETCS Level 1. Ein Übergang von ETCS Level 2 zu ETCS Level 1 ist nach dem Anhalten des Zuges möglich. Die Rückfallebene Level 1 wird bei Störungen des GSM-R-Funks oder der ETCS-Zentralen (RBCs) genutzt. Auf der Strecke können gleichzeitig Züge beider Level fahren.
Der Grenzübergang nach Deutschland erfolgt in TBL1+, das bis Aachen Hbf eingerichtet wurde.
Die Entscheidung für den Einsatz von ETCS auf der HSL 3 und HSL 4 fiel 1999, parallel zur Entscheidung für den Einsatz von TBL2 auf der HSL 2.

## Galerie

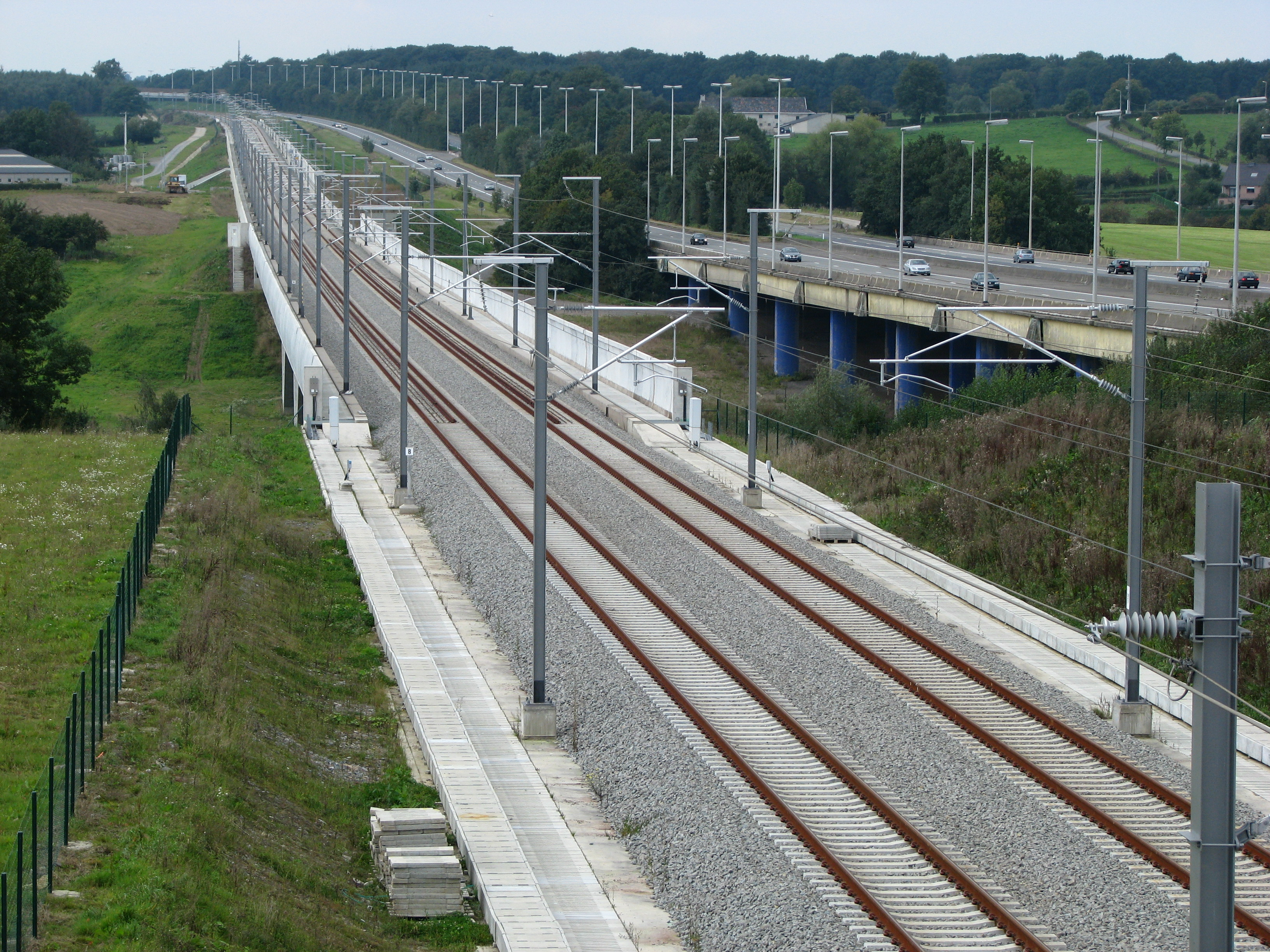
Ruyfftalbrücke der HSL 3 und Autobahn A3 in Verkehrswegebündelung
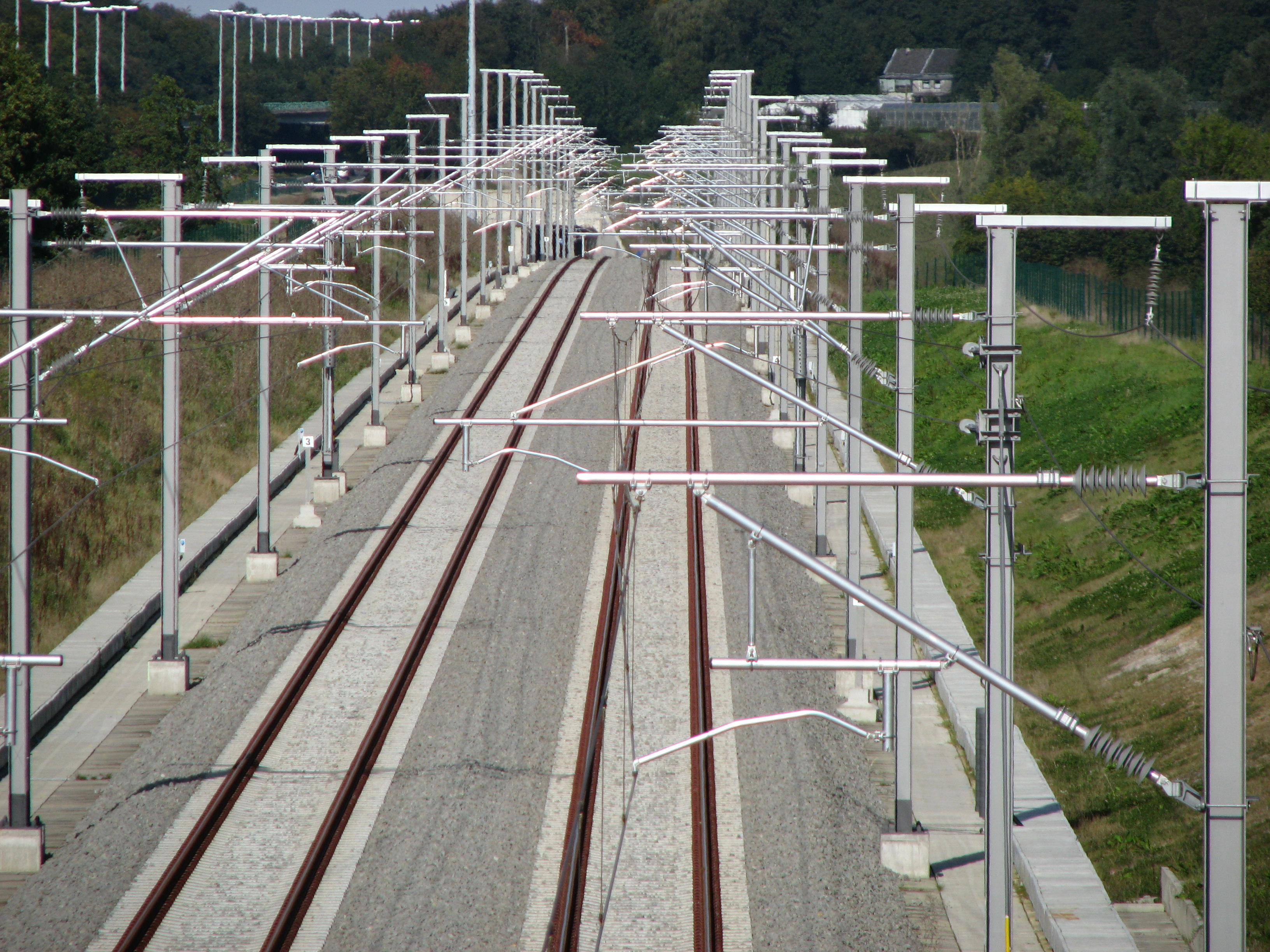
HSL3 bei Walhorn
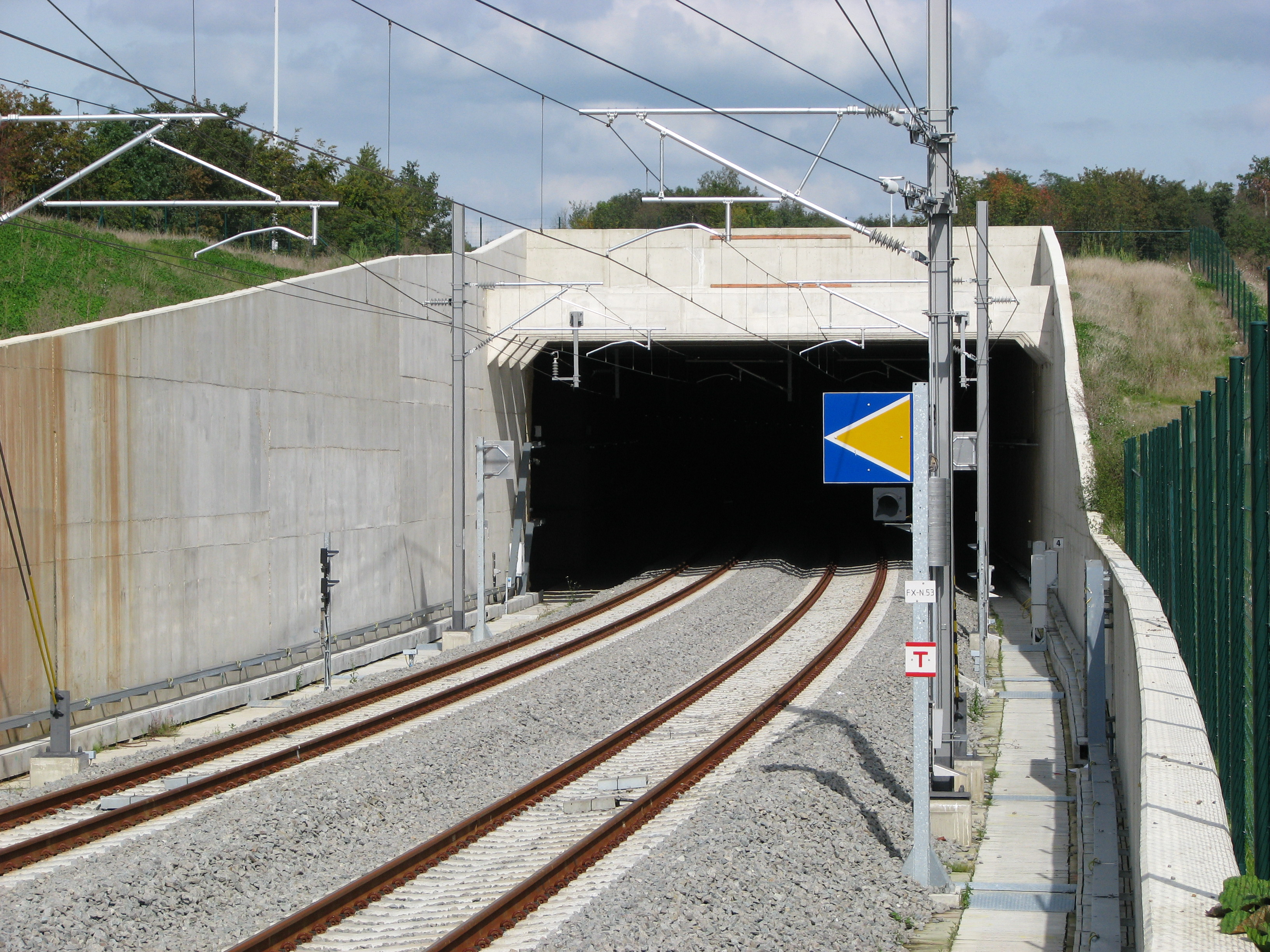
Walhorn Tunnel West Portal
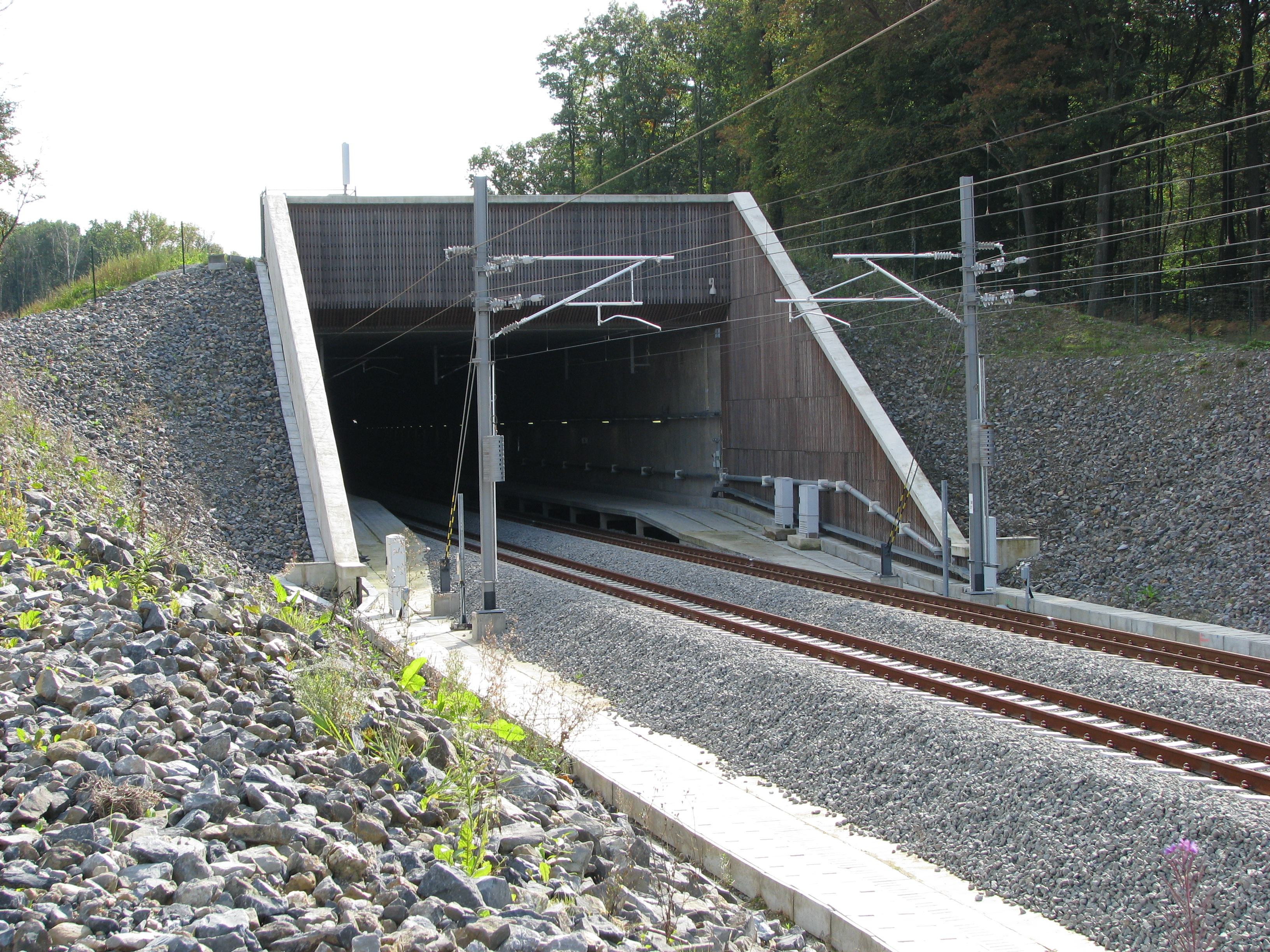
Walhorn Tunnel Ost Portal
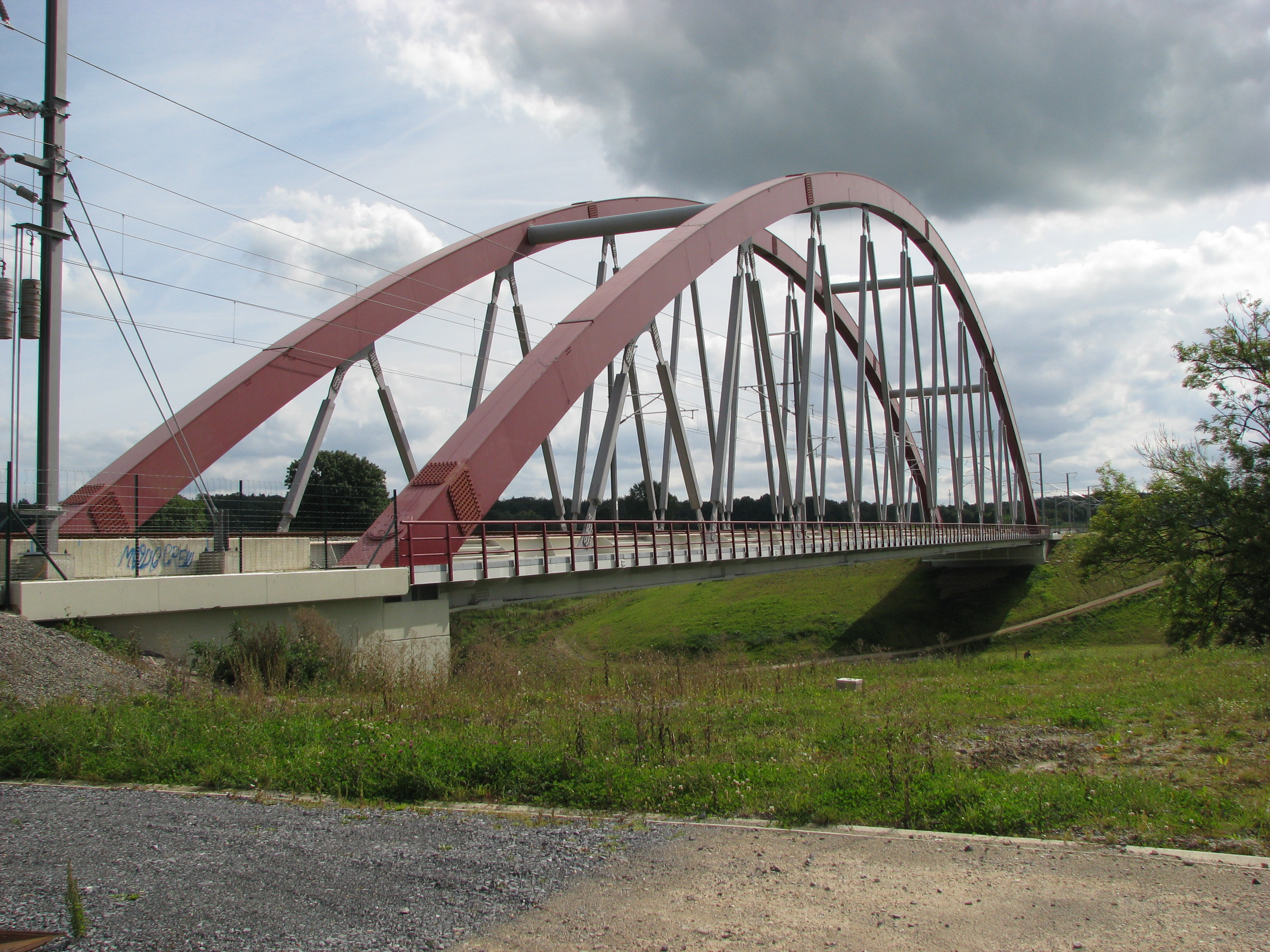
Eisenbahnbrücke Hauset
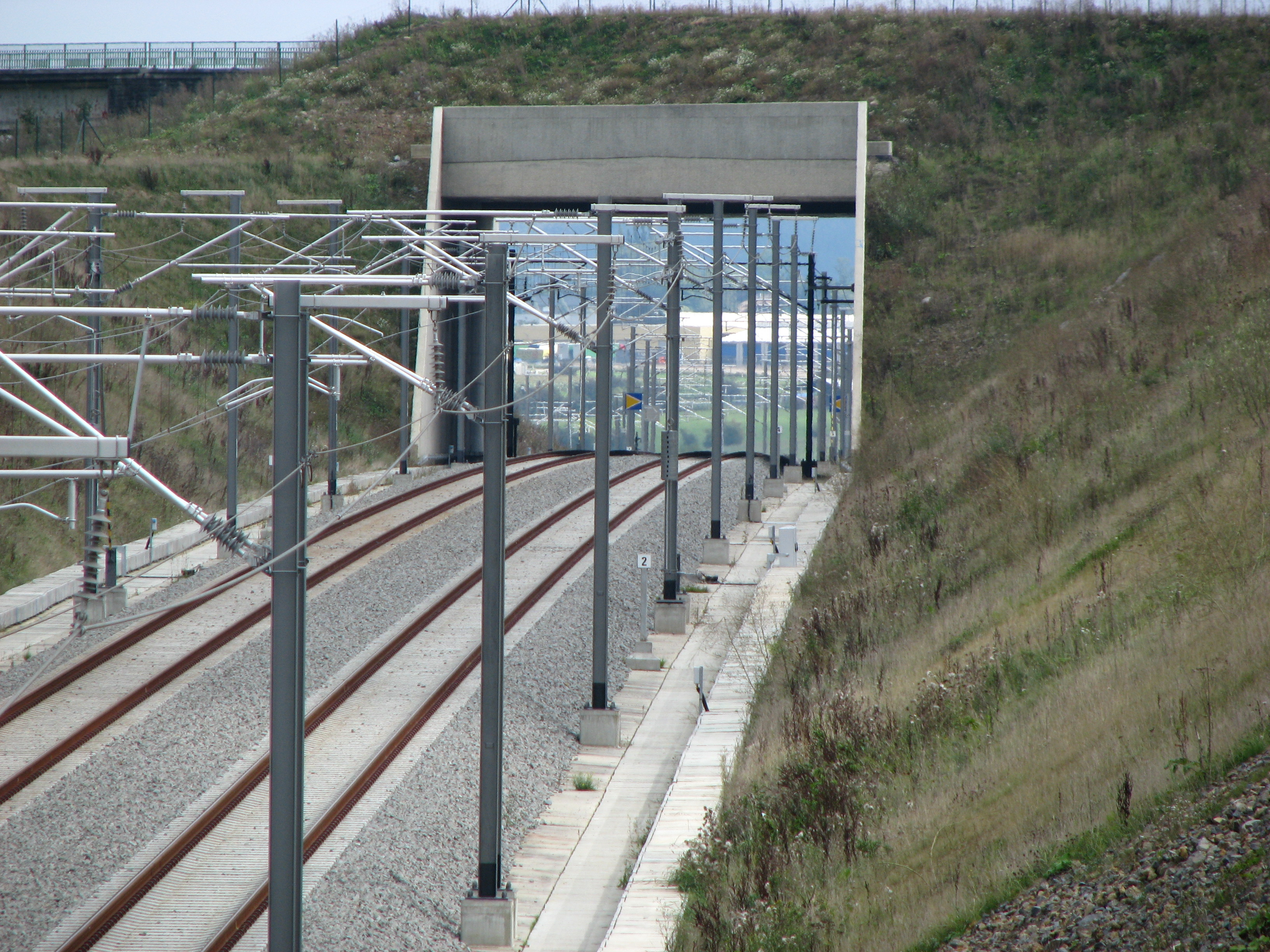
HSL 3 bei Baelen